# Марина (Венеција)
Марина (итал. Marina) је насеље у Италији у округу Венеција, региону Венето.
Према процени из 2011. у насељу је живело 48 становника. Насеље се налази на надморској висини од 1 м.